# 26737 Adambradley
26737 Adambradley è un asteroide della fascia principale. Scoperto nel 2001, presenta un'orbita caratterizzata da un semiasse maggiore pari a 2,2779209 UA e da un'eccentricità di 0,1887930, inclinata di 5,86068° rispetto all'eclittica.